# My Soul
Albums de Coolio
Gangsta's Paradise
(1995) Coolio.com
(2001)
Singles
1. C U When U Get There
Sortie : 7 juillet 1997
2. Ooh La La
Sortie : 1997

My Soul est le troisième album studio de Coolio, sorti le 26 août 1997.
Cet album s'est classé 49e au Top R&B/Hip-Hop Albums et 39e au Billboard 200.

## Liste des titres
| No  | Titre                                        | Contient un (des) sample(s) de              | Durée |
| --- | -------------------------------------------- | ------------------------------------------- | ----- |
| 1.  | Intro                                        |                                             | 0:26  |
| 2.  | 2 Minutes & 21 Seconds of Funk               | The Payback de James Brown                  | 2:24  |
| 3.  | One Mo (featuring 40 Thevz)                  |                                             | 3:44  |
| 4.  | The Devil is Dope                            |                                             | 4:13  |
| 5.  | Hit 'Em (featuring Ras Kass)                 | Human Beat Box des Fat Boys                 | 4:21  |
| 6.  | Knight Falls                                 |                                             | 4:10  |
| 7.  | Ooh La La                                    | Pull Up to the Bumper de Grace Jones        | 4:05  |
| 8.  | Can U Dig It                                 |                                             | 3:44  |
| 9.  | Nature of the Business (featuring Al Wilson) |                                             | 4:42  |
| 10. | Homeboy (featuring Montell Jordan)           |                                             | 4:08  |
| 11. | Throwndown 2000 (featuring 40 Thevz)         |                                             | 3:53  |
| 12. | Can I Get Down One Time                      |                                             | 3:45  |
| 13. | Interlude                                    |                                             | 1:03  |
| 14. | My Soul                                      |                                             | 4:19  |
| 15. | Let's Do It                                  | Take Your Time (Do It Right) du S.O.S. Band | 4:32  |
| 16. | C U When U Get There (featuring 40 Thevz)    | Canon in D Major de Johann Pachelbel        | 5:09  |